# Darius Morris
Darius Aaron Morris (* 3. Januar 1991 in Los Angeles, Kalifornien, Vereinigte Staaten; † vor oder am 2. Mai 2024) war ein US-amerikanischer Basketballspieler.
Er spielte zuletzt bei den Brooklyn Nets in der nordamerikanischen Profi-Liga NBA. Morris wurde an 41. Stelle im NBA Draft 2011 von den Los Angeles Lakers ausgewählt. Er spielte auf der Position des Point Guards/Small Forwards.

## Karriere

### High School
Darius Morris ging an der Windward High School in seiner Heimatstadt Los Angeles zur Schule. Morris wurde zu renommierten All-Star Basketball Trainings-Camps von NBA-Größen wie LeBron James und Steve Nash, aber auch von der NBA selbst und Nike eingeladen. Er wurde zweimal für das first-team All-State first-team California nominiert. Außerdem wurde er als Most Valuable Player (MVP) von zahlreichen und renommierten Turnieren ausgezeichnet. Des Weiteren wurde er zu diversen All-Star Games, einschließlich des Academic All-American Classic, eingeladen. Morris führte die Windward High School zur California Division V State Championship, er erzielte im Finalspiel 25 Punkte, 8 Rebounds und 4 Assists. Darius Morris wurde als MVP der Olympic League, des CIF Division 5A Southern Section Player of Year und als CIF Division 5A State Player of Year ausgezeichnet. Er erhielt den John Wooden High School Player of the Year Award. Im ESPN National College Player Ranking wurde Morris als 11. platziert.

### College
Als Freshman des Michigan Colleges erzielte Morris 2009–2010 durchschnittlich 4,4 Punkte und 2,6 Assists pro Spiel in 24,3 Minuten pro Spiel.
Am 23. Dezember 2010 erzielte Morris gegen die Bryant University als nur einer von drei Wolverines vier Dreier in einem Spiel. Am 27. Dezember 2010 wurde er als Big Ten Conference player of the week ausgezeichnet. Michigan Wolverines Basketball
Saison Assist-Bestleistungen:
| Spieler         | Saison    | Spiele | Assists | Assists pro Spiel |
| --------------- | --------- | ------ | ------- | ----------------- |
| Darius Morris   | 2010–2011 | 35     | 235     | 6,7               |
| Gary Grant      | 1987–1988 | 34     | 234     | 6,9               |
| Rumeal Robinson | 1988–1889 | 37     | 233     | 6,3               |

Morris erzielte einen neuen Michigan College Einzel-Saisonrekord in der Kategorie Assists, indem er in 35 Spielen 235 Assists erzielte (s. Tabelle). Somit war er zudem der beste Assistgeber des 2011 NCAA Men’s Division I Basketball Tournament. Des Weiteren führte Darius sein Team in Punkten-, Assists- und Steals pro Spiel an. Am 4. Mai 2011 erklärte Morris, trotz einiger Spekulationen, sich nicht bis zum 8. Mai 2011 vom NBA Draft 2011 abzumelden.

### NBA

#### Saison 2011/12 (Rookie)
Im Vorfeld des NBA-Drafts 2011 beschrieb ESPN-Fernsehexperte Chad Ford, Morris (196 cm) als größten echten Point Guard im Draft. Darius Morris wurde am 23. Juni 2011 im Prudential Center von Newark, New Jersey an 41. Stelle von den Los Angeles Lakers, seiner Heimatstadt, gedraftet. Die Lakers entschieden sich damit gegen vermeintlich bessere verfügbare Talente wie Josh Selby oder Isaiah Thomas, um einen Spieler aus ihrer Stadt zu draften. Am 11. Januar 2012 spielte er sein erstes Spiel für die Lakers, im Spiel gegen die Utah Jazz stand Morris 13 Minuten auf dem Platz. Er konnte in diesem Spiel seine ersten vier Punkte, zwei Assists und 1 Rebound für sich verbuchen. Durch eine Verletzung von Steve Blake stand Morris für 7 Spiele in der Rotation der Lakers. Als alle Spieler wieder gesund waren, wurde Morris nicht mehr gebraucht und folglich am 7. März 2012 zu den Los Angeles D-Fenders, in der NBA D-League spielend, zugeordnet. Er debütierte mit 21 Punkten für die D-Fenders am 10. März 2012. Aufgrund konstant starker Leistungen wurde Morris am 16. März 2012 wieder in den NBA-Kader der Lakers berufen.

#### Saison 2012/13 (Sophomore)
Morris einigte sich am 2. Juli 2012 auf einen neuen Vertrag. Morris gehörte zum Lakers-Team, welches vom 13. bis 22. Juli die Las Vegas NBA Summer League bestritt. Er führte das Team in Punkten und Assists an. Aufgrund der Verletzungen von Steve Nash und Steve Blake stand Morris am 13. November 2012 das erste Mal in der Startformation der Lakers, wo er bis zum 4. Dezember spielte, bis Chris Duhon seinen Startplatz übernahm. Als Steve Nash am 22. Dezember wieder gesund in die Startformation zurückkehrte, startete Morris zuerst anstelle von Metta World Peace als Small Forward, was Teil des Konzeptes von Trainer Mike D’Antoni war, Spieler auf Positionen spielen zulassen, für die sie nicht prädestiniert sind. Am 4. Januar übernahm Metta World Peace wieder seinen Startplatz, Ende Januar verlor Morris seinen Rotationsplatz an Jodie Meeks und den wieder genesenen Steve Blake.

### Tod
Nach Angaben des Los Angeles County Department of Medical Examiner verstarb Darius Morris an einer koronaren Herzkrankheit.